# Савана
Вижте пояснителната страница за други значения на Савана.
Саваната е биом и природна зона, характеризираща се с обширни тревисти пространства и редки дървета.
Разположена е в зоната между двата тропика, предимно в субекваториалния климатичен пояс. Савана не е еднозначен термин и понякога вместо тази дума се използва названието степи, което е широко разпространено за подобен тип ландшафт. Обикновено степи се назовават само тревистите пространства в умерения климатичен пояс, а савани – тези в тропичните зони. Въпреки това в научната и научнопопулярната литература често се среща и понятието „тропически степи“, което замества „савана“.
Макар и много рядко може да бъде срещната и обратната логика и степите и прериите да бъдат приемани като „савани“, но това е характерно предимно за популярната литература, но не и за научната.
Главното, което отличава саваните от степите е наличието на повече видове дървета, които растат и по-начесто. Поради тази причина, като природна зона, често биват обозначавани като „савани и редки гори“, тъй като често между тревистите пространства съществуват и малки острови с горска и храстова растителност. В много случаи като част от зоната се считат и сезонно-листопадните гори, типични за регионите с ясно изразени сух и влажен сезон.
Саваната е дом на най-едрите сухоземни животни на планетата.

## Разпространение
Саваните обхващат обширни пространства в зоните с предимно субекваториален и по-рядко тропичен климат на планетата. Простират се на общо 5 континента, като най-обширни са в Африка и Южна Америка.
В Африка те се разполагат в зоната между екваториалните гори и пустините и полупустините. Тук саваните обхващат територия с формата на дъга, която започва от Сенегал, стига до Сомалия, простира се на юг през Кения и Танзания до пустинята и достига до Калахари на юг и Атлантическия океан на запад. Западната част на остров Мадагаскар също е покрита със савана.
В Южна Америка обхващат земите между екваториалните гори на Амазония и Бразилската атлантическа гора, както и малка територия, известна като Лос Лянос в Колумбия и Венецуела, в региона между река Ориноко и Андите. Саваните обхващат и сухите подветрени западни части на Централна Америка, както и западните част на островите Куба и Хаити.
В Австралия те заемат северните части на континента, а в Азия – големи части от Индия и Индокитай, част от южен Китай и по-сухите части на някои от Малките Зондски острови в Индонезия.

## Климат
Саваните попадат в зоната на субекваториалния климатичен пояс и са толкова типични за него, че понякога този тип климат се нарича „саванен“. Отличават се два годишни сезона – сух и влажен, като продължителността им е различна в различните части на биома. Местата, намиращи се в близост до екваториалните гори често имат по-продължителни влажни периоди с по-голямо количество валежи. Характерното за саваните е, че тук разликите между двата сезона могат да добият екстремални измерения – в много райони на Южна Америка и най-вече в Южна Азия, където те се определят от мусоните годишните количества валежи могат да надхвърлят 3000 mm, като почти цялото количество дъждове се изсипва в рамките на 4 до 7 месеца в годината, вследствие на което големи пространства се наводняват. През останалото време дъждовете са изключително оскъдни, което води до пресъхване на много от по-малките реки и водоеми.

## История
Зоната на саваните съществува още от появата на първите растителни и горски съобщества на планетата. В периоди, когато земният климат е ставал по-сух те са доминирали в ландшафта на земната повърхност. Смята се обаче, че една значителна част от територията на днешните савани са били екваториални гори допреди около 7 – 8 милиона години. Това се потвърждава от множество фосили, както и от проучвания на промените в климата.
В края на ранния Миоцен климатът на Земята е доста по-влажен в сравнение с днес и много от районите в Южна Америка, Африка и Австралия, които днес са заети от савани, тогава са били влажни екваториални гори. Промяната започва с измененията на планетарния климат през този период. Средните температури се понижават, посоката на някои от океанските течения се променя и валежите стават по-оскъдни. Интересен случай е появата на африканската савана, голяма роля за което играят издигналите се вериги на планините Рувензори и Източно-Африканския рифт. Те възпрепятстват нахлуването на влажни и топли въздушни маси откъм Атлантическия океан и в комбинация с глобалните изменения на климата, предизвиква все по-чести засушавания в горския пояс от Сенегал до Източна Африка. Горските масиви постепенно са изместени от саваните. В Африка процесите се изследват с най-сериозен интерес, тъй като се предполага, че именно тези промени са довели до появата на първите хора в новопоявилите се саванни пространства на Източна Африка. Именно в тези зони са намерени повечето скелети и фосили на най-ранните човешки видове сахелантроп (Sahelanthropos tchadensis), австралопитек (Australopithecus), Orrorin tugenensis, Paranthropos, както и на съвременния човек (Homo sapiens).
По време на последния ледников период климатът става още по-сух. Именно промените през този период стават причина за едно от най-масовите измирания на представители на мегафауната в историята. Изчезват повечето от най-едрите сухоземни бозайници и птици като птиците – убийци от Южна Америка. Африка губи видове като дейнотериуми, саблезъби тигри и др. Най-тежки поражения понасят Австралия и Южна Америка, където изчезват всички животни с тегло над 1 тон.

## Видове савани
В зависимост от климатичните условия в различните райони на зоната могат да се определят 4 по-малки биома, на които се дели зоната на саваните и редките гори.
Влажни савани и редки гори
Обхващат предимно районите по границите със зоната на екваториалните гори, където количеството на валежите е по-високо и дъждовният сезон е по-продължителен. Растителността тук е много по-разнообразна, разстоянията между дърветата са много по-малки и на много места се образуват горски формации от сезонно-листопадни гори, които се обезлистяват през сухия сезон и се раззеленяват през дъждовния. В по-влажните места има и вечнозелени гори, подобни на екваториалните.
Сухи савани
Доминират в районите с по-малко валежи и по-къс дъждовен сезон в близост до границата с пустините. Дърветата са оскъдни и са представени от сухоустойчиви видове. Често растат на големи разстояния едно от друго. Преобладават тревите, често високи над 2 метра, и сухите бодливи храсти. В близост до пустините почти липсват дървета.
Бодливо-храстови савани
Преобладава гъстата храстова растителност, която се състои от високи, бодливи и труднопроходими храстови формации. От дърветата най-типични са акациите.
Потопени савани
Разположени са край долините на реките и водоемите. През дъждовния период водните басейни често излизат от коритата си и заливат обширни райони. В тях често остава вода дори през сухия период.

## Флора
Тъй като саваните са степни пространства по дефиниция, преобладаваща роля в растителната покривка на зоната играят тревите и храстите. Дърветата се срещат рядко и често на голямо разстояние едно от друго. Изключение правят влажните савани, където често се срещат и отделни горски формации. В повечето случаи тези гори наподобяват на острови насред типично степния пейзаж. В близост до зоната на екваториалните гори обаче те се сливат в единен и непрекъснат горски масив. Горите обикновено покриват тези части от саваната, където годишните количества на валежите са по-високи (над 1400 mm) и продължителността на сухия период е по-къса. В тези степно-горски участъци е съсредоточено най-голямото биоразнообразие в зоната. Повечето видове дървета са широколистни и сезонно-зелени, но във влажните зони растат и вечнозелени дървета. Макар и рядко се срещат и иглолистни видове като боровете араукария в Южна Америка. Характерни видове дървета са баобабите, евкалиптите, бутилковото дърво, дървото на пътешественика и др. Най-типични за саваните са акациите, които понякога образуват цели гори. В сухите савани доминират тревите и храстите. Някои видове треви като слоновата трева достигат височина до над 2 метра.

## Фауна
Саваните приютяват най-голямото разнообразие от едри бозайници на планетата. Това е особено типично за африканските савани, където живеят най-едрите сухоземни животни в света. В миналото огромен брой представители на т.нар. мегафауна са обитавали Южна Америка и Австралия, но голяма част от тях са измрели вследствие на климатичните промени преди 10 000 – 2 милиона години. Африканските савани са дом на популярните като „Големите 5“ (африкански слон, носорог, кафърски бивол, лъв, леопард), наречени така от шотландския ловец и естествоизпитател Джон Хантър в неговата книга „Саваните на Кения“. Голям брой видове едри бозайници се срещат и в Южна Азия. Други едри животни, обитаващи саваните са кенгурута, мравояди, антилопи и газели. Голямо е и разнообразието сред птиците, някои видове от които поразяват с числеността на ятата си. Особено голямо е птичето разнообразие в Южна Америка и Австралия, където се срещат и множество видове папагали, тукани и други видове птици, които рядко могат да бъдат видени в този биом.

## Регионални особености
Поради спецификата на растителния и животинския свят на всеки отделен континент и биогеографски екозони могат да се обособят четири типа савани по регионален принцип.

### Африканска савана
Заема обширен пояс с формата на дъга, който започва от Сенегал, простира се до Етиопия и Кения, продължават на юг през Танзания до Южна Африка и на запад до Атлантическото крайбрежие. Така те хващат като в обръч зоната на екваториалните гори в Африка. Това е най-обширната савана на планетата. Растителността е много разнообразна в различните райони на африканската савана. По границите с пустинните райони в Сахел и Калахари саваната е типична степ, в която доминират тревите и сухите храсталаци. В Калахари тази зона често се припокрива с пустинната природна зона. Местата, които се намират около границата с екваториалните гори са покрити листопадни сезонно-зелени широколистни гори. Често те се разглеждат като отделна зона или се добавят като част от тропическия лес. Саваните на Източна Африка се отличават с много разнообразен ландшафт. На първо място, тук пейзажа е доминиран от планински райони и обширни плата. Растителността се състои от отделни горски формации, най-често от акация, които са разделени от тревисти пространства. Тъй като някои от тези планини са доста високи (Килиманджаро, Кения, Рувензори, Нгоро - Нгоро), те са като важна преграда на влажните океански въздушни маси от изток. Поради този факт, наветрените области и планинските райони са заети от субекваториални листопадни гори, които преминават в планински екваториални гори, докато платата във вътрешността са сухи и имат полупустинен ландшафт.
Обширните тревисти пространства се характеризират с много високи треви, сред които се отличава слоновата трева, висока над 2 метра.
Африканската савана приютява най-голямото разнообразие от едри бозайници в света. Тук живеят най-едрите сухоземни животни като африканския слон, белия и черния носорози, кафърския бивол, лъвове, леопарди, хиени и др. В районите с наличие на повече дървета и горски формации разнообразието от птици е огромно. Най-типични за африканския пейзаж са токачките, които образуват огромни ята и се отличават с уникалните си, струпани по високите части на дърветата гнезда. От влечугите тук се срещат варани, различни видове змии и хамелеони. Сред насекомите разнообразието е огромно. Може би най-известният и опасен обитател сред тях е мухата цеце, пренасяща сънната болест.

### Южноамериканска савана
Саваната в Южна Америка обхваща Бразилското плато, като на север достига до Атлантическото крайбрежие и наносния остров Маражо в делтата на Амазонка, а на юг – до северна Аржентина и Уругвай. Специално внимание заслужава Бразилското плато, което е заето от уникална в световен мащаб екосистема, наречена серадо. Това е саваната с най-голямо биоразнообразие в световен мащаб и по брой на видовете може да се сравнява дори с екваториалните гори. Тя е на челно място и по брой на ендемитите. Серадо се отличава с многообразен ландшафт с предимно лесостепен характер. Тук има по-солидни горски формации и дърветата са по-нагъсто в сравнение с повечето савани в други места на планетата. Тук се срещат различни видове палми, акации, редки растения като бутилково дърво, араукария и др. Животинският свят е представен от 1700 вида птици (повече от всички останали савани взети заедно), сред които много видове папагали като хиацинтовият ара, смятан за най-едрия папагал в света. Тъй като голяма част от мегафауната е изчезнала през последния ледников период (виж по-горе), едрите животни тук са гигантският мравояд, елените, дивите свине пекари, пуми, ягуари и др.
С огромно биоразнообразие се отличава и заливната равнина Пантанал, която по своето биологично богатство съперничи на Серадо. Тук освен гореизброените видове се срещат крокодили, каймани, пирани и др.

### Австралийска савана
Австралийската савана заема северната и отчасти централната част на Австралия. Тя се характеризира със свои уникални особености. На полуостров Арнемланд в северозападната част на Австралия може да се наблюдава голямо разнообразие на саванни ландшафти. Тук се срещат както влажни и потопени савани, характерни за пейзажа на Националния парк „Какаду“, така и по-сухи ландшафти, заети от ниски бодливи храсти или полупустини. Най-характерни за саваните на Австралия са евкалиптовите дървета, които в по-влажните части образуват и малки горски формации.
Сред животните прави впечатление огромното разнообразие от папагали, което като цяло не е типично за саваните в другите части на света. Папагалите обикновено обитават дъждовните екваториални гори и видовете, срещащи се в саваната са по-скоро рядкост. Австралия обаче прави изключение. Тук се срещат множество видове какаду, вълнисти папагали и др. Освен тях типична за австралийската савана е и едрата и тромава птица кукабура, птицата лира и щраусовата птица ему. Сред бозайниците най-разпространени са кенгурута, като най-типично за зоната е голямото сиво кенгуру. Във влажните зони, където преобладават евкалиптите има и коали. Саваните са дом и на австралийски ендемити като ехидна, гущерът молох и др.